# Crossocheilus oblongus
Crossocheilus oblongus is een straalvinnige vissensoort uit de familie van de eigenlijke karpers (Cyprinidae). De wetenschappelijke naam van de soort is voor het eerst geldig gepubliceerd in 1823 door Kuhl & Van Hasselt.

## Kenmerken
Het zijn kleine vissen, de maximaal waargenomen lengte is 16 cm. Opvallend is de brede donkere streep over de zijlijn.

## Verspreiding en leefgebied
Deze vis leeft in grote delen van tropisch Zuidoost-Azië van Thailand tot in Indonesië. De leefgebieden liggen in helder, stromend (zoet) water in heuvelland, of dicht bij de bodem in diepere grote rivieren bij een watertemperatuur tussen de 24°C - 26°C.. Ze eten op waterplanten groeiende algen en (vrijzwevend) fytoplankton.

## Kweek
Het zijn ongevaarlijke vissen die vaak gehouden worden in aquaria en er bestaan diverse kleurvarianten. Crossocheilus oblongus lijkt sterk op andere vissoorten die gangbaar zijn in de handel in aquariumvissen zoals Gyrinocheilus aymonieri, Epalzeorhynchos kalopterus en Garra cambodgiensis. Deze vissen heten algeneters en hebben verschillende namen zoals Siamese algeneter of Chinese algeneter, hoewel niet altijd even duidelijk is welke soort precies bedoeld wordt.